# トマス・カイトリー
トマス・カイトリー（Thomas Keightley, 1789年10月17日 - 1872年11月4日）は、アイルランド生まれの作家、歴史家。トマス・キートリーとも表記される。

## 経歴
1789年、アイルランドのキルデア州ニュータウンに生まれる。ダブリンのトリニティ・カレッジで法律を学ぶが病身のために中退しロンドンに転居、1828年に最初の著書である『フェアリー神話学』（The Fairy Mythology）を出版する。その後も歴史や神話、古典の研究書や評論を数多く著した。1872年、ケント州エリスで死去。

## フェアリー神話学
1828年にエインスワース社から出版される。著者によればロバート・サウジーや、間もなく出版されたドイツ語版を読んだゲーテやグリムに高く評価された。1850年に大幅に改訂されボーン社から出版された。
日本においては市場泰男により説明的箇所の大部分と民話の一部を訳出したものが『妖精の誕生』として1982年に出版される。出版後、多数の読者からの要望を受けて残りの民話の大部分を訳出し『フェアリーのおくりもの』として1983年に出版される。その後『妖精の誕生』は文庫化され、『フェアリーのおくりもの』と合わせて原書の8割近くの分量となるという。

## 日本語翻訳書
- 『妖精の誕生 : フェアリー神話学』市場泰男訳、社会思想社〈そしおぶっくす〉、1982年10月
  - 『妖精の誕生 : フェアリー神話学』市場泰男訳、社会思想社〈現代教養文庫〉、1989年9月、ISBN 4390113097
  - 『妖精の誕生 : フェアリー神話学』市場泰男訳、文元社〈教養ワイドコレクション〉、2004年2月、ISBN 4861450462
  - 『妖精の誕生 : フェアリー神話学』市場泰男訳、インタープレイ〈現代教養文庫ライブラリ〉（電子書籍）
- 『フェアリーのおくりもの : 世界妖精民話集』市場泰男訳編、社会思想社〈現代教養文庫〉、1983年12月、ISBN 4390110969
- 『中世の秘密結社 : すべてが"今"につながっている! : 歴史の闇に埋もれた真実を探る』立木勝訳、三交社、2009年10月、ISBN 978-4879191779